# Целинная (река)
Целинная (укр. Цілинна) — маловодная балка в Джанкойском районе Крыма. Длина водотока — 10,0 км, площадь водосборного бассейна — 143 км². Изначально балка начиналась севернее села Тутовое и на карте 1817 года подписана, как овраг Какай, а на карте 1836 года — ручей Какай В настоящее время, по номенклатуре Северо-Крымского канала, представляет собой главный коллектор № 20 (ГК-20) длиной 16,4 км, в том числе по руслу реки 10,0 км; площадь с дренажной сетью 3886 гектаров.
Пролегает в северном направлении, притоков не имеет. Ложе балки состоит из аллювиальных (пойменных) суглинков и супесей, сверху покрытых лугово-каштановыми солонцеватыми почвами и их сочетаниями с лугово-степными солонцами.
Впадает пересыхающий залив Сиваша к северу от села Целинное на отметке — 0,3 м от уровня моря. Водоохранная зона балки установлена в 100 м.